# Polyrhachis lestoni
Polyrhachis lestoni is een mierensoort uit de onderfamilie van de schubmieren (Formicinae). De wetenschappelijke naam van de soort is voor het eerst geldig gepubliceerd in 1973 door Barry Bolton. De soort komt voor in Ghana en is genoemd naar D. Leston, die het holotype in het primair bos verzamelde in 1969.